# SDF4
SDF4 (англ. Stromal cell derived factor 4) – білок, який кодується однойменним геном, розташованим у людей на короткому плечі 1-ї хромосоми.  Довжина поліпептидного ланцюга білка становить 362 амінокислот, а молекулярна маса — 41 807.
| 10         |  | 20         |  | 30         |  | 40         |  | 50         |
| ---------- |  | ---------- |  | ---------- |  | ---------- |  | ---------- |
| MVWPWVAMAS |  | RWGPLIGLAP |  | CCLWLLGAVL |  | LMDASARPAN |  | HSSTRERVAN |
| REENEILPPD |  | HLNGVKLEMD |  | GHLNRGFHQE |  | VFLGKDLGGF |  | DEDAEPRRSR |
| RKLMVIFSKV |  | DVNTDRKISA |  | KEMQRWIMEK |  | TAEHFQEAME |  | ESKTHFRAVD |
| PDGDGHVSWD |  | EYKVKFLASK |  | GHSEKEVADA |  | IRLNEELKVD |  | EETQEVLENL |
| KDRWYQADSP |  | PADLLLTEEE |  | FLSFLHPEHS |  | RGMLRFMVKE |  | IVRDLDQDGD |
| KQLSVPEFIS |  | LPVGTVENQQ |  | GQDIDDNWVK |  | DRKKEFEELI |  | DSNHDGIVTA |
| EELESYMDPM |  | NEYNALNEAK |  | QMIAVADENQ |  | NHHLEPEEVL |  | KYSEFFTGSK |
| LVDYARSVHE |  | EF         |  |            |  |            |  |            |

A: Аланін

C: Цистеїн

D: Аспарагінова кислота

E: Глутамінова кислота

F: Фенілаланін

G: Гліцин

H: Гістидин

I: Ізолейцин

K: Лізин

L: Лейцин

M: Метіонін

N: Аспарагін

P: Пролін

Q: Глутамін

R: Аргінін

S: Серин

T: Треонін

V: Валін

W: Триптофан

Кодований геном білок за функцією належить до фосфопротеїнів. 
Задіяний у таких біологічних процесах як екзоцитоз, поліморфізм, альтернативний сплайсинг. 
Білок має сайт для зв'язування з іонами металів, іоном кальцію. 
Локалізований у клітинній мембрані, цитоплазмі, мембрані, клітинних відростках, апараті гольджі.